# وادي طلح
وادي طلح قرية سعودية، تتبع مركز السيل الكبير التابع لمحافظة الطائف في منطقة مكة المكرمة. تقع شمال غرب الطائف بمسافة تقارب (50) كم.